# 京城醜聞
《京城醜聞》（韓語：경성스캔들，又譯《京城緋聞》）是韓國KBS電視台於2007年6月至8月期間，韓國時間逢星期三、四，晚上9時55分播放的水木連續劇，由JS Pictures負責製作。
此劇改編自李善美的小說《京城哀史》，以韓國日治時期為背景，講述年經人在動盪時代對祖國解放和愛情的追求，由曾主演MBC《加油金順》、《火花遊戲》的姜至奐及KBS《復活》的女主角韓志旼，加上MBC《真的真的喜歡你》的柳鎮、SBS《愛情與野望》的韓高恩等演員參與演出。

## 劇情介紹
本劇以20世紀30年代日治時期的韓國為背景。當時獨立運動興起，女主角羅如晶童年時因父親起義失敗身亡，而立志要繼承他的遺志。長大後，如晶日間經營著一間書店，晚上教貧窮的孩子讀書識字，還暗中幫助獨運份子；男主角鮮于莞是名門望族的後代，家族有權有勢。但莞自哥哥因參與其好友李洙炫在東京的政治運動死去後，便自暴自棄，終日尋醉於酒和女人。現時在一間雜誌社工作，是京城出名的花花公子。
有一次，莞從外地工作回京城時，在火車站被如晶誤當獨運份子，拿走了莞載著搜集回來的風月畫冊的行李。其後，如晶被警察帶走，因他們懷疑那行李內藏有關獨運的資料。莞到警局報失時再次偶到如晶，如晶因而被釋放，莞想問她的名字，但莞因那行李的風月畫冊被誤會而被如晶打了一頓。
之後，如晶的學生因對日治不滿，想暗殺某放高利貸的人，但落不了手，而被人先下手幹掉了那人。如晶的學生逃走時丟了手槍，如晶幫他去找回手槍時，遇上了警察搜查隊，誤打誤撞下跑到莞長住的妓生館，並入了莞的房間。為了掩飾如晶的行蹤，莞叫她扮作與他一起睡的女人，最終瞞天過海。
在此之前，莞與他在雜誌社的同事飲酒時，醉醺醺地與同事打賭，賭他能將京城中最土的女人改變成好像他的妓生朋友——車頌珠一樣，他的同事就選了羅如晶（因為她的思想守舊，整天都將愛國主義掛在口邊）。為了這承諾，莞硬著頭皮追求如晶，一段在動盪時期的浪漫故事就此展開......

## 人物介紹

### 主要角色
- 姜至奐 飾演 鮮于莞

父親在京城（今首爾）是一個有財有勢的大商家，自小就和哥哥鮮于民、李洙炫一起長大。長大後，民和洙炫一到東京留學，他們一起參加獨立運動，可是，當民和洙炫正在行動的時候，事情曝光了，民被日本警察槍殺，而告發的人正是洙炫。莞感到非常痛心，一方面失去哥哥這個親人，另一方面，洙炫已經不再是兒時認識的朋友，莞變得自暴自棄，終日花天酒地，在肢拏視（雜誌社）的工作也是來消磨時間，直至遇到羅如晶這個全京城思想最守舊的女人。
- 韓志旼 飾演 羅如晶

在京城開設一間小書店，日間賣書，晚上變成學校教小朋友讀書識字。如晶思想守舊，十分抗拒西方文化，穿的衣服就那件傳統的黑白色韓服，因此被人叫做朝末子（意指朝鮮最後一個朝代的人）。父親10年前因被告發，起義失敗而被殺，而告發他的竟是與如晶相處得像兄妹般的鄰居哥哥李江久，自此，如晶自小就和母親相依為命，但她仍不忘父親對祖國作出的貢獻與犧牲，希望能繼承他的遺志，因此，如晶經常暗中幫助獨立運動的組織，希望祖國有一天能解放。
- 柳鎮 飾演 李洙炫

父親在鮮于家做管家已有一段很長的時間，洙炫自小就和鮮于民和莞像親兄弟般一起長大。洙炫與民對民族主義的思想深感興趣，常常閱讀有關革命的書籍，希望將來能為祖國的解放而作出貢獻。由於民的父親不想浪費洙炫這個人材，因此，洙炫也有機會跟民到東京留學。在東京，他們參加了學生秘密組織，但他們在行動時，事情曝光了，民被殺，洙炫卻對日本警察高呼：「天皇萬歲！」。後來，洙炫成了日本警察回國，對於莞追問當年事情的經過，他卻絕口不提。
- 韓高恩 飾演 車頌珠

頌珠15歲的時候就因家貧而被賣到妓院當童妓，現在她在京城經營著一間妓生館──明玭館，而她也是全京城最有名的妓生。當童妓時候，她遇到了李洙炫，他安慰頌珠就算受到幾多屈辱都不要放棄生命，因為生存下來才能對這個世界報復。成年後，她結識了鮮于莞，並與他成為知己。有一個晚上，頌珠出外的時候，在人力車上看到一個熟悉的身影，那個人就是李洙炫，她意想不到，當年對她說出安慰的話的人，現在卻變成一個壓迫朝鮮人的日本警察。

### 其他角色
- 姜南吉 飾演 金卓久

《危險傳聞》的總編輯，以前曾參與秘密組織，但因為在行動前退縮而退出，其後創立了《危險傳聞》這本專門揭發城中名人隱私的雜誌。
- 許正民 飾演 申世紀

莞的同事，因為不信莞能令所有女人迷倒而與莞打賭，看他能否將全京城思想最保守的羅如晶得到手。
- 高明煥（朝鲜语：고명환） 飾演 王　高

莞的同事，常常與莞、卓久、世紀等人到酒吧喝酒。
- 安勇俊 飾演 姜仁浩

如晶的學生，因為被高利貸壓迫而想暗殺他，但下不了手，被一個蒙面人先下手。
- 李京進 飾演 崔鶴喜

如晶的母親，對女兒暗中幫忙秘密組織的事並不反對。
- 尹基元（朝鲜语：윤기원 (배우)） 飾演 李江久

如晶小時候的鄰居哥哥，是告發如晶爸爸的人，之後，他成為心狠手辣的日本警察。
- 安奭奐 飾演 上田真守

總督府保安課的課長，管轄著京城的日本警察，李洙炫的上司。表面英武，內裏卻怕妻子幸子。
- 金惠玉 飾演 上田幸子

上田真守的夫人，常常為女兒物色夫婿，莞及洙炫正是她心目中的人選。
- 崔弼立 飾演 山下功司

從日本來的警察，與洙炫同屬高級警官，他常常自以為是，信不過朝鮮警察的辦事能力。
- 朴河宣 飾演 蘇英蘭

因不懂讀書寫字，而被頌珠送到如晶那裏學習的妓生。
- 張泰生（朝鲜语：장태성 (배우)） 飾演 秋根德

頌珠的隨從，為頌珠安排行程。
- 尹柱相 飾演 鮮于貫

莞和民的父親，對莞的放盪行為大表不滿。
- 尹藝熙（朝鲜语：윤예희） 飾演 許英華

莞的後母，常常接近保安課長夫人幸子，希望莞成為她的女婿。

### 友情出演
- 崔汝珍 飾演 美子

## 關連項目
小說作家李善美的另一部作品《咖啡王子1號店》也被改編成電視劇。
- MBC《咖啡王子1號店》（2007）

## 外部連結
- 韓國KBS（页面存档备份，存于） 

| KBS 2TV 水木劇                        | KBS 2TV 水木劇                          | KBS 2TV 水木劇 |
| ------------------------------------- | --------------------------------------- | -------------- |
|                                       | 京城醜聞 （2007年6月6日－2007年8月1日） |                |
| 魔王 （2007年3月21日－2007年5月24日） | 死六臣 （2007年8月8日－2007年11月1日）  |                |